# Coquihalla Pass
Coquihalla Pass är ett bergspass i Kanada.   Det ligger i provinsen British Columbia, i den södra delen av landet, 3 400 km väster om huvudstaden Ottawa. Coquihalla Pass ligger 1 269 meter över havet.
Terrängen runt Coquihalla Pass är kuperad norrut, men söderut är den bergig.Trakten runt Coquihalla Pass är nära nog obefolkad, med mindre än två invånare per kvadratkilometer.. 
I omgivningarna runt Coquihalla Pass växer i huvudsak barrskog.